# Ctenardisia stenobotrys
Ctenardisia stenobotrys är en viveväxtart som först beskrevs av Paul Carpenter Standley, och fick sitt nu gällande namn av C.L. Lundell och J.J. Pipoly. Ctenardisia stenobotrys ingår i släktet Ctenardisia, och familjen viveväxter. Inga underarter finns listade i Catalogue of Life.